# The Miser and the Maid
The Miser and the Maid è un cortometraggio muto del 1912 interpretato e diretto da Warwick Buckland.
Si conoscono pochi dati del film che, prodotto dalla Hepworth, fu distrutto nel 1924 dallo stesso produttore. Cecil M. Hepworth, in gravi difficoltà finanziarie, giunse a tanto per poter recuperare il nitrato d'argento della pellicola.

## Trama
Un avaro nasconde il suo denaro in una poltrona.

## Produzione
Il film fu prodotto dalla Hepworth.

## Distribuzione
Distribuito dalla Hepworth, il film - un cortometraggio di 228,6 metri - uscì nelle sale cinematografiche britanniche nel maggio 1912.